# Pseudomussaenda monteiroi
Pseudomussaenda monteiroi är en måreväxtart som först beskrevs av Herbert Fuller Wernham, och fick sitt nu gällande namn av Herbert Fuller Wernham. Pseudomussaenda monteiroi ingår i släktet Pseudomussaenda och familjen måreväxter. Inga underarter finns listade i Catalogue of Life.